# NGC 4214
NGC 4214 je trpasličí nepravidelná galaxie s příčkou v souhvězdí Honicích psů vzdálená od Země přibližně 10,8 milionů světelných let. Objevil ji William Herschel v roce 1785. Na obloze se nachází v západní části souhvězdí, 1,5° jižně od galaxie NGC 4244, 6° jihozápadně od hvězdy Asterion (β CVn) s magnitudou 4,3. Můžeme ji spatřit i v menším amatérském dalekohledu jako malou mlhavou skvrnku.

## Vlastnosti
Tato galaxie má větší rozměr a jas než Malý Magellanův oblak
(satelitní galaxie Mléčné dráhy) a probíhá v ní bouřlivá tvorba hvězd. Největší oblasti tvorby hvězd se nachází v jejím středu a nesou označení NGC 4214-I a NGC 4214-II. NGC 4214-I obsahuje obří hvězdokupu bohatou na Wolfovy–Rayetovy hvězdy. NGC 4214-II je mladší (méně než 3 miliony let) a obsahuje mnoho hvězdokup a hvězdných asociací.
Galaxie také obsahuje dvě staré obří hvězdokupy, obě jsou staré 200 milionů let a jejich hmotnosti jsou 2,6*105 a 1,5*106 hmotností Slunce.

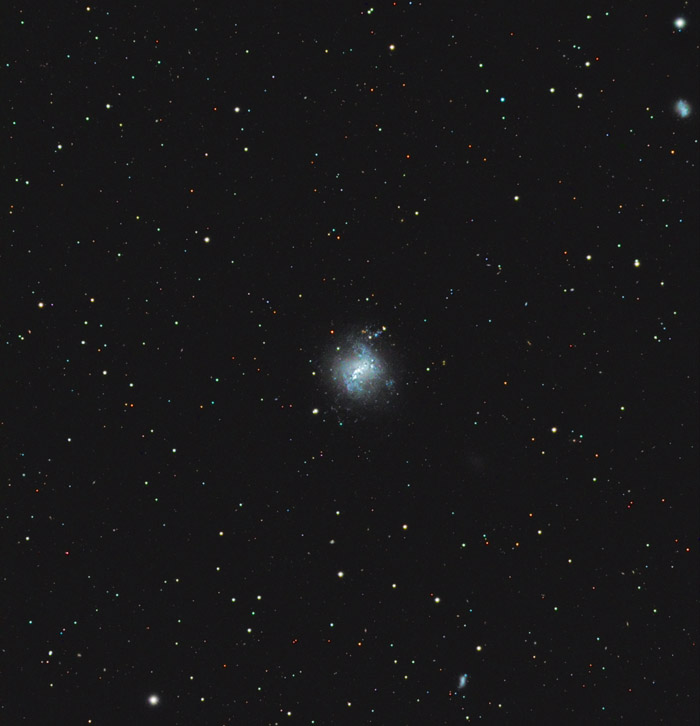
Amatérský snímek NGC 4214. Autor: Jeff Johnson.

## Supernovy
Do roku 2010 zde byly nalezeny dvě supernovy: SN 1954A typu Ib, která v maximu dosáhla magnitudy 9,8 a SN 2010U s maximem 16 mag.

## Sousední galaxie
NGC 4214 je součástí skupiny galaxií s názvem Skupina Honicích psů I (Skupina galaxií M94), která leží ve vzdálenosti 13 milionů světelných let a nachází se tedy poměrně blízko k Místní skupině galaxií, ve které leží i galaxie Mléčná dráha. Největšími členy Skupiny Honicích psů I jsou galaxie NGC 4244 a NGC 4395, nejjasnější galaxií je ovšem Messier 94.